# Paulo Julio Clement
Paulo Julio Moraes Clement, também conhecido como PJ (Rio de Janeiro, 21 de dezembro de 1964 — La Unión, 28 de novembro de 2016), foi um jornalista, colunista, comentarista esportivo em rádio e TV, editor e blogueiro brasileiro.

## Carreira
Paulo Julio Clement começou a carreira como estagiário/repórter no Jornal dos Sports (1987), e, concomitantemente, na agência de notícias Sport Press. Depois, trabalhou em O Dia (1989), no Jornal do Brasil (1990) e em O Globo (1991 a 2001). Foi gerente nacional de Esportes no Sistema Globo de Rádio, além de coordenador do curso sobre Jornalismo Esportivo, por mais de dez anos, na Fundação Mudes (RJ). Em 2002, mudou-se para Brasília para dirigir a Rádio CBN e também atuou como comentarista de futebol do Bom Dia DF, telejornal local da Rede Globo.
Voltou ao Rio em 2005, como assessor do jogador Ronaldo Nazário, durante dois anos. Em 2007, passou a editar esportes no Jornal do Brasil. Depois, seguiu para São Paulo, onde trabalhou como comentarista da Rádio Globo e foi editor do jornal esportivo Marca Brasil (2010). Ficou conhecido nacionalmente por suas participações na Sportv e na Fox Sports Brasil, onde trabalhava desde 2012.

## Morte e homenagem póstuma
Paulo Julio Clement estava no voo 2933 da LaMia para comentar a final da Copa Sul-Americana de 2016, com seis companheiros da Fox Sports Brasil, tendo morrido na queda do avião. Deixou esposa, Flávia Caldeira Clement, e filho, Theo, de sete anos. Paulo Julio foi enterrado no cemitério São João Batista, em Botafogo, RJ. 
Como homenagem póstuma, o Fluminense, clube do coração do jornalista, batizou a sala de imprensa de seu centro de treinamento do futebol profissional, na Barra da Tijuca, como "Sala de Imprensa Jornalista Paulo Julio Clement".